# Ludvig Riddercrantz

Ludvig Riddercrantz i uniform för en löjtnant vid Livgardet med harnesk. Målning av okänd konstnär från 1730.

Ludvig Riddercrantz, född 1697, troligen i Åbo, död den 22 februari 1742 i Finland, var en svensk militär och adelsman, son till Joakim Riddercrantz.

## Biografi
Fadern var lagman och hovrättsråd vid Åbo hovrätt. Riddercrantz blev musketerare vid Livgardet den 1 mars 1715, och befordrades först den 22 augusti 1716 till sergeant samt blev officer såsom fänrik den 22 juli 1717. Den 13 oktober 1718 blev han löjtnant, och kvarstannade i denna befattning till 1733, då han den 22 februari blev kapten vid Livdragonregementet. Han dog ogift under hattarnas ryska krig den 22 februari 1742 vid armén i Finland och begravdes i Åbo den 14 mars samma år. Han slöt sin ätt på svärdssidan.